# Linepithema humile
La formica argentina (Linepithema humile (Mayr, 1868)) è una formica della sottofamiglia Dolichoderinae, originaria dell'America meridionale.

## Descrizione
È una formica di piccole dimensioni (2.2–2.6 mm), di colore bruno.

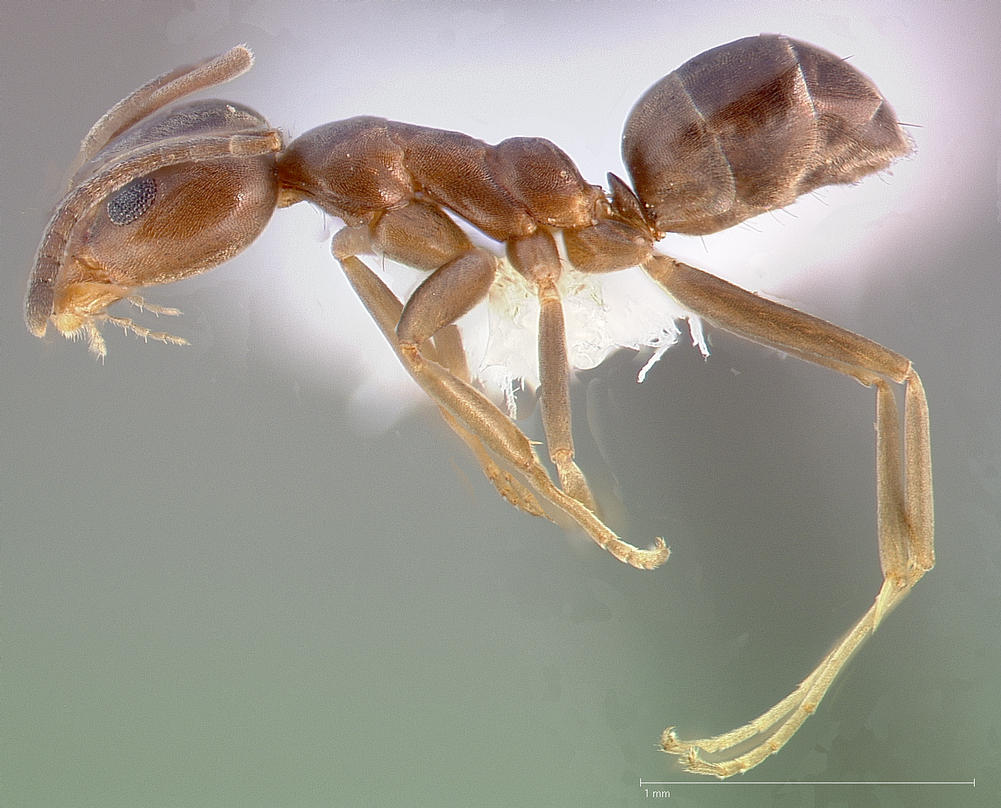
Visione laterale
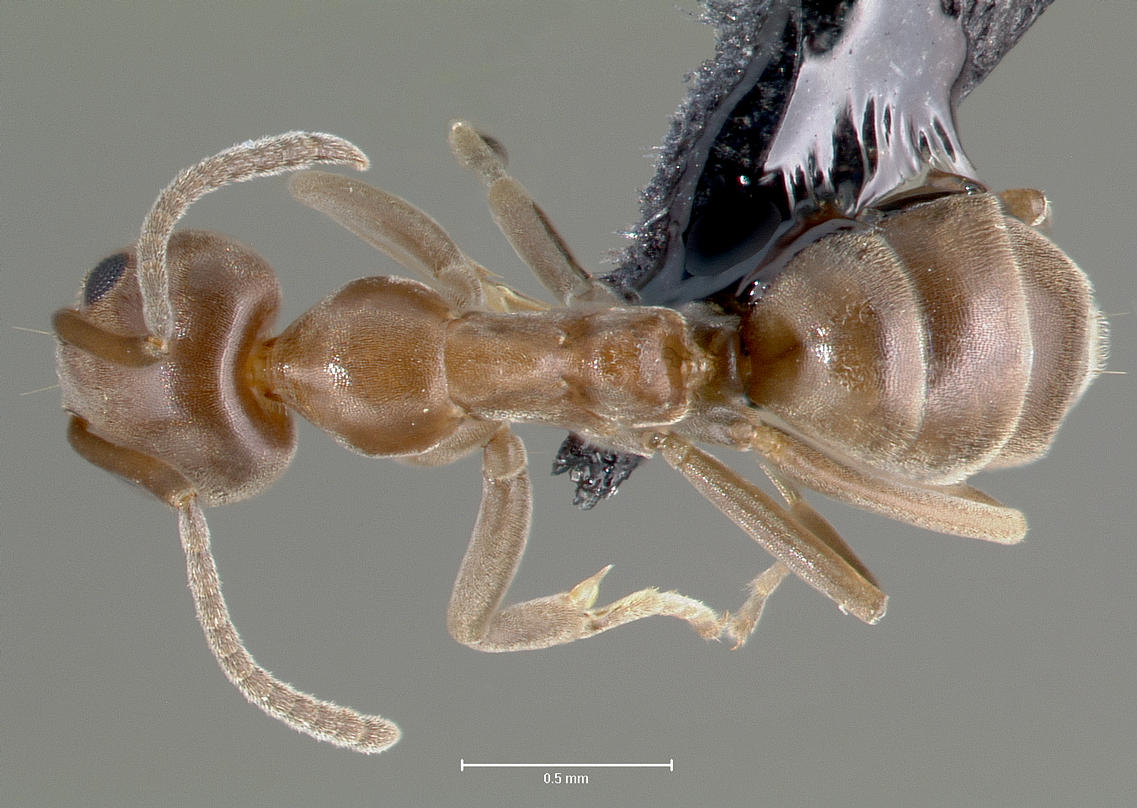
Visione dorsale
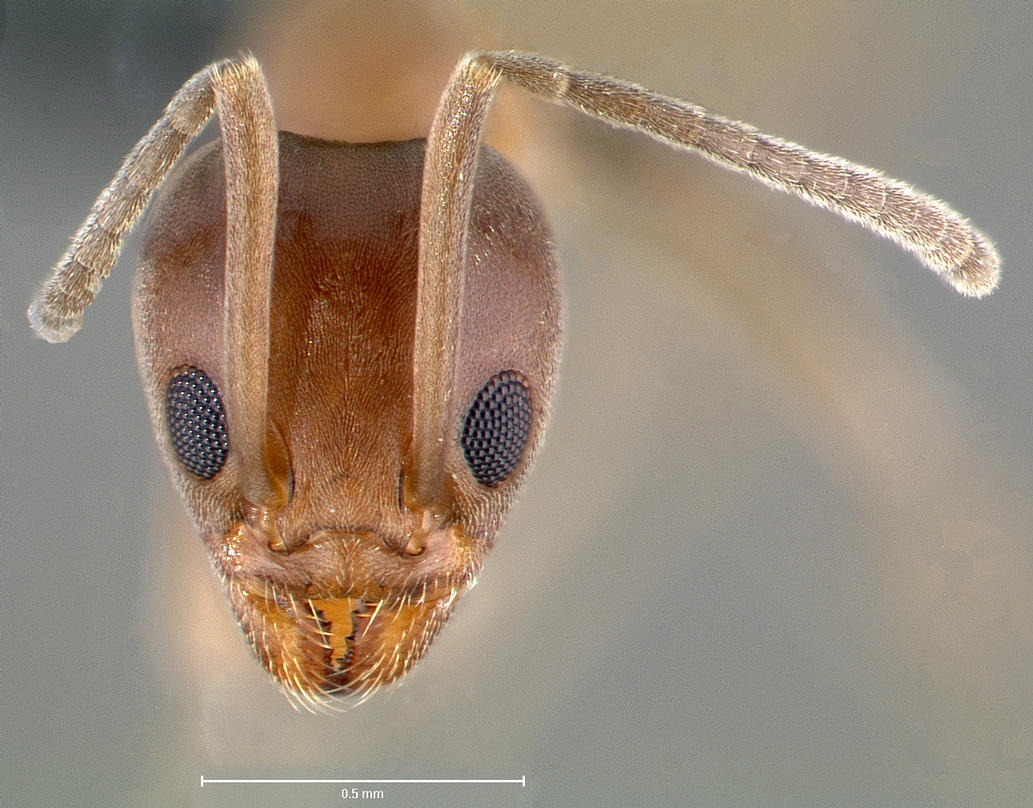
Testa

## Distribuzione e habitat
La specie è originaria del bacino del Paraná in Sud America (Argentina, Uruguay, Paraguay e Brasile meridionale).
È una temibile specie alloctona a causa della mancanza di antagoniste al di fuori della sua area originaria, che nel corso del XX secolo, con l'aiuto dell'uomo, si è diffusa in America del Nord, Europa meridionale, Africa, Giappone, Australia e Nuova Zelanda, causando con le sue enormi supercolonie seri problemi alle comunità vegetali e agli animali dei paesi in cui si è insediata.
Una commissione di esperti dell'IUCN l'ha inserita nell'elenco delle 100 tra le specie invasive più dannose al mondo.

## Letteratura
All'invasione delle colonie di questa specie nei coltivi della Riviera di Ponente nei primi decenni del XX secolo, è dedicato il racconto La formica argentina di Italo Calvino.